# Josep Padró i Sala
Josep Padró i Sala (Manresa, 12 de novembre de 1938 - 30 de març de 2012) fou un músic i compositor català. Fundador i col·laborador en diverses entitats catalanes de música. Era nebot del pintor Josep Padró i Gonzàlez.

## Estudis[calcitació]
Estudià solfeig i teoria al Conservatori Municipal de Música de Manresa i cursà l'assignatura d'Harmonia i Composició amb el mestre Isidre Tardà. S'inicià en l'aprenentatge de la flauta travessera amb el mestre Francesc Reixach, i en perfeccionà els estudis amb Salvador Gratacòs i Willy Freivogel. Al mateix temps es va instruir en el coneixement de la flauta de bec i el flabiol. Es va diplomar en Pedagogia Musical Moderna per l'Institut Lemmens, de la Universitat de Lovaina (Bèlgica), després d'haver cursat els cinc nivells de Pedagogia Musical, basada en els principis del mètode Orff Schulberg, amb el mestre Jos Wuytack. Fou, a Manresa, un dels iniciadors del moviment d'introducció de la música a les escoles, treballant durant dos anys (l955-56) a l'Institut Catòlic de Puericultura, amb infants de 6 a 8 anys.

## Obra musical[calcitació]
Als 14 anys, compongué la primera sardana, Il·lusió, i als 17 anys, el poema simfònic Dues impressions íntimes, que s'estrenà a Barcelona. Té compostes i estrenades sardanes i obres per a cobla, música coral i música instrumental de cambra. És autor d'un gran nombre de composicions d'orientació pedagògica, i hi destaquen els apartats dedicats a l'aprenentatge de l'Instrumental Orff, la flauta de bec i la flauta travessera.
Ha obtingut diversos guardons als Concursos de Cançons Infantils convocats per les Joventuts Musicals de Catalunya (l970-72) i Premis Reus (1993 – 2002 - 2005). L'any 1957 ingressà com a flabiolaire a la cobla Manresa. L'any 1964 fou cofundador de la cobla-orquestra Atlàntida, amb la que actuà durant dos anys, i passà després a la cobla Bages, fins a l'any 1975.
Durant els anys 1969-1970, donà classes de flauta de bec als nens i nenes de la coral infantil Aliret, de les Joventuts Musicals, i instituí en el marc de l'entitat els Cursos d'Iniciació i Perfeccionament de la flauta de bec, per a adults, que imparteix, tant a nivell elemental com mitjà.
Ha estat solista de flauta travessera a l'Agrupació Municipal de Música i Agrupació Musical Manresana, des de l'any l956 fins a la seva desaparició. Durant el curs 1975-76, es feu càrrec de la direcció de l'Agrupació Musical Manresana, amb què realitzà una vintena de concerts.
En l'apartat de música de cambra, ha actuat com a solista de flauta travessera i flauta de bec de l'Orquestra de Cambra de Manresa i Orquestra de Cambra Mediterrània i ha format duet de cambra amb el flautista Salvador Gratacòs i els pianistes Àngel Soler, Manel Camp, Josep M. Escribano i Glòria Massegú, entre d'altres. Ha practicat també la música de jazz a través del Taller de Música Moderna de l'Esclat i la Big Band del Bages. És fundador i director del Quartet de Flautes Dolces de Manresa (l971), en el que treballa en la investigació i redescobriment de la música antiga, havent efectuat un centenar de concerts per tot el nostre país, gira per Polònia i obtenció del Premi Nacional d'interpretació de Música de Cambra Josep M. Ruera (1974).
Formà part de la junta directiva de les Joventuts Musicals de Manresa, de l'any 1966 al 197l. Juntament amb Josep M. Escribano i Manel Camp, fou productor de l'emissió radiofònica Mikrokosmos per a la divulgació de la música, que s'emeté durant tres anys per Radio Manresa.
L'any 1976 creà Esclat, Centre de Pedagogia Musical Activa, assumint-ne la coordinació pedagògica. Esclat és una escola de música que té per objectiu principal la sensibilització dels infants per mitjà de la música i que compta també amb una important àrea per a adults i un dels primers Tallers de Música Moderna que es formen al nostre país. L'any 1974 va ser el compositor encarregat de compondre la Sardana de l'Ofrena de l'Aplec Nacional de Sardanes que se celebrà a Montserrat. L'any 1980 realitzà la revisió i transcripcions del Cançoner Català del dibuixant Joan Vilanova (4 volums). L'any l982 ingressà al Conservatori Professional Municipal de Música de Manresa, com a professor de flauta travessera i música de cambra. El curs 1986-1987 formà un grup instrumental d'alumnes -corda i vent-, que ell mateix dirigíx i que el juny del 1988 es presentà públicament a la ciutat com a Jove Orquestra de Cambra del Conservatori de Manresa. El curs 1992-1993 s'encarregà de la direcció del Grup d'Instruments de Vent, del mateix centre. L'any 1996 formà l'Orquestra de Flautes del Conservatori de Manresa, que dirigí ell mateix.
Algunes de les seves obres de creació han estat publicades per les editorials MF, Federació Catalana d'Entitats Corals (FCEC) i Quaderns de Taller o enregistrades.
Com a intèrpret, va intervenir en gravacions discogràfiques de les cobles Atlàntida i Bages, el grup Esquirols, el cantant Ramon Muntaner i la Coral Castellterçol entre d'altres, així com en els dos enregistraments del Poema de Nadal efectuats per l'Orfeó Manresà. Va compondre la música de l'espectacle pedagògic La Cançó dels Tururuts, amb text de Joan Crosas, destinat a la divulgació de la història de la música catalana entre els infants; de la pel·lícula de Jordi Grau El Timbaler del Bruc i del ballet La Nit de Sant Joan, amb coreografia de Manuel Cubeles.
L'any 1997 estrena a Manresa la cantata Ventada d'espases, per a recitador, solistes, cor i orquestra, amb text de Lluís Calderer. El 1986, juntament amb el pianista Celestí Vall, funda el Versàtil Quartet, amb el que realitza una important divulgació de la música per a flauta i piano de Claude Bolling.
El 1990 creà el quartet de flautes travesseres Syrinx, del que formà part com a intèrpret i director i que actua durant cinc anys. Ha impartit nombrosos cursos de Pedagogia Musical Moderna, orientats a professors de música. És autor dels mètodes Introducció a la tècnica elemental de la flauta travessera i de 268 estudis per a l'aprenentatge de la flauta travessera, que són impartits en nombroses escoles de música del nostre país. De l'any 1968 al 1972 exercí de comentarista musical al periòdic Manresa, havent col·laborat, des de la seva fundació, amb Regió 7 i va ser membre del consell assessor inicial de la revista manresana "El Pou de la Gallina". L'any 1983 fou membre fundador del col·lectiu Quaderns de Taller, en què s'apleguen artistes de diferents branques, que edita periòdicament una publicació en la que s'enclouen obres pròpies. També va formar part activa del col·lectiu cultural "Art Viu".
Ha realitzat cursos de musicoteràpia i ha efectuat sobre aquest tema diverses conferències. Ha cursat estudis d'arts plàstiques, i obtingué el Premi Extraordinari al Certamen Infantil de Dibuix i Pintura (1952), i premis a les Exposicions d'Artistes Manresans (1966-1968) i Biennal Nacional de Dibuix (1974).
L'any 2011 es va publicar el CD Policromies amb quatre de les seves suites enregistrades pel conjunt de cambra Ensemble Alquímia.
L'any 2013 la ciutat de Manresa li va retre un homenatge amb un acte “Recordant Josep Padró” dirigit per Teti Canal i que va comptar amb la participació d'artistes com Manel Camp, Santi Arisa, Joan Cirera i Lluís Calderer, entre d'altres. També van participar més de seixanta alumnes de l'Escola de Pedagogia Musical Activa Esclat, més de 300 alumnes del Conservatori Municipal de Música de Manresa i nombroses entitats de la ciutat.

## Guardons[calcitació]
- L'any 2004 li fou concedit el guardó “Bagenc de l'Any”, per la seva aportació a la cultura de la comarca del Bages.
- L'any 2009 va ser nomenat el "Manresà més manresà", per votació popular dels lectors de la revista “El Pou de la Gallina”.